# Membrillo (Manabí)
Membrillo ist eine Ortschaft und eine Parroquia rural („ländliches Kirchspiel“) im Kanton Bolívar der ecuadorianischen Provinz Manabí. Die Parroquia besitzt eine Fläche von 121,1 km². Die Einwohnerzahl lag im Jahr 2010 bei 3553. Die Parroquia wurde am 13. November 1988 gegründet.

## Lage
Die Parroquia Membrillo liegt in der Cordillera Costanera. Der etwa 140 m hoch gelegene Hauptort befindet sich 26 km östlich des Kantonshauptortes Calceta sowie 63 km ostnordöstlich der Provinzhauptstadt Portoviejo. Das Verwaltungsgebiet wird im Osten von dem 400 m hohen Höhenkamm Cordillera de Balzar begrenzt, der entlang der Wasserscheide zu dem weiter östlich gelegenen Einzugsgebiet des Río Daule verläuft. Die Parroquia umfasst das obere und mittlere Einzugsgebiet des Río Barro, ein rechter Nebenfluss des Río Carrizal. Die Talsperre La Esperanza am Río Carrizal staut ebenfalls den Río Barro auf. Der Stausee reicht im Osten bis auf 3 km an den Ort Membrillo heran. Dieser befindet sich am Río Membrillo, ein rechter Nebenfluss des Río Barro.
Die Parroquia Membrillo grenzt im Osten an die Parroquia Pichincha (Kanton Pichincha), im Süden und im Westen an die Parroquia Calceta sowie im Norden an die Parroquia Canuto (Kanton Chone).

## Wirtschaft
Die in dieser Gemeinde angesiedelte Bevölkerung gilt als arm und hat nur eingeschränkten Zugang zu grundlegenden Dienstleistungen. Subsistenzlandwirtschaft und Viehzucht sind vorherrschend. 